# Scurelle
Scurelle és un municipi italià, dins de la província de Trento. L'any 2007 tenia 1.348 habitants. Limita amb els municipis de Bieno, Carzano, Castello Tesino, Castelnuovo, Cinte Tesino, Pieve Tesino, Spera, Strigno, Telve i Villa Agnedo.

## Administració
| Període | Identitat       | Partit        |
| ------- | --------------- | ------------- |
| 2005-   | Fulvio Ropelato | Llista cívica |